# Acey Slade
Emil John Schmidt IV conocido por su nombre artístico Acey Slade (Pensilvania; 15 de diciembre de 1975) es un músico estadounidense. Es el bajista y guitarrista de la banda de metal alternativo Dope. Desde 2001 hasta 2004 fue el guitarrista de la banda de horror punk y hardcore punk Murderdolls. También es el cantante y guitarrista principal de la banda Acey Slade & the Dark Party, cuyo álbum debut The Dark Party fue lanzado en 2010. y es el guitarrista rítmico en las presentaciones en vivo de The Misfits, desde 2016. Antes de esto, se desempeñó como bajista en Joan Jett & the Blackhearts y fue vocalista y guitarrista principal de la banda de punk rock Trashlight Vision, que se separó el 12 de septiembre de 2007. Es un fan de la película The Nightmare Before Christmas.

## Trayectoria musical

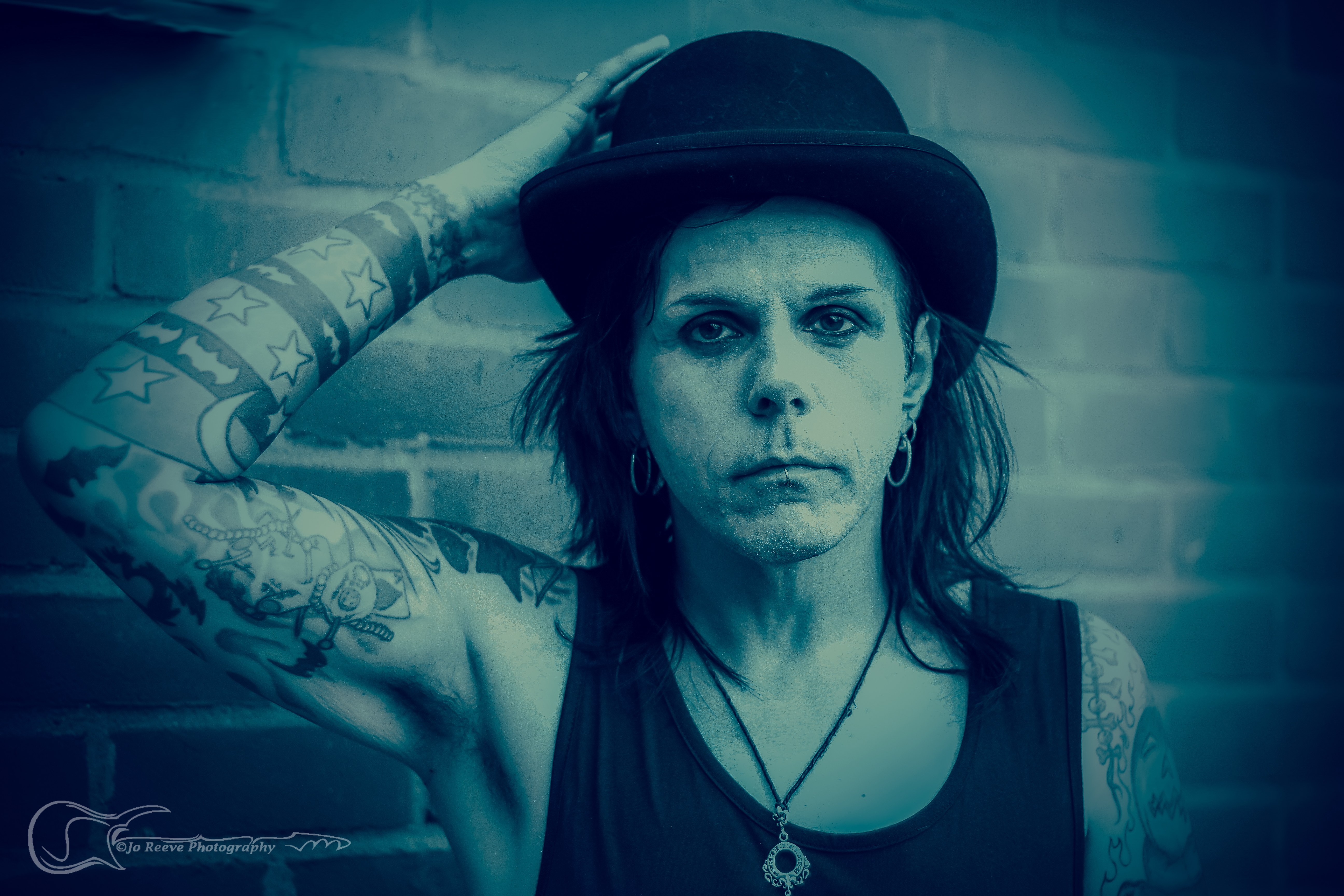
Imagen del cantante

Inicialmente integró otras bandas de menor repercusión como Moon Dragons y Vampires Love Dolls. Compartió formación en Murderdolls y Dope con el guitarrista Tripp Eisen. Cuando este se alejó de Dope en 2000, Acey fue movido a la guitarra para la grabación del álbum LIFE. Después dejó Dope para integrarse a Murderdolls, reemplazando nuevamente a Eisen en la guitarra. Antes de unirse a los Murderdolls (en paralelo con su trabajo en la banda Dope), También lideró una banda conocida como Vampire Love Dolls. Después de que Murderdolls entrara en un impasse en 2004, actuó como guitarrista de la banda de punk/metal crossover Amen para una gira por Japón.
Además participó en la guitarra rítmica en la canción "Tired 'N Lonely" en Roadrunner United para el 25.º aniversario de Roadrunner Records. En la canción, colaboró con Joey Jordison, con había  compartido formación en Murderdolls. Después de la separación de TrashLight Vision Slade se desempeñó como guitarrista en Wednesday 13 en su gira de 2008, así como de tomarse el tiempo para producir discos de His Mighty Robot (que sigue siendo inédito) y Billy Liar.
Slade contribuyó al libro Sex Tips from Rock Stars de Paul Miles publicado por Omnibus Press en julio de 2010 y también fue utilizado como modelo de captura de movimiento para interpretar los personajes de un cantante de punk y guitarrista de rock en el videojuego Rock Band 2.

## Discografía
- 1997: Vampire Love Dolls - Vampire Love Dolls (Voz)
- 1999: Felons and Revolutionaries - Dope (bajo)
- 2001: Life - Dope (Guitarra, coros)
- 2004: TrashLight Vision EP - TrashLight Vision (Voz, guitarra)
- 2005: Allergic To Home EP - TrashLight Vision (Voz, guitarra)
- 2005: Roadrunner United - Roadrunner Records (guitarra rítmica en "Tired 'N Lonely")
- 2006: Alibis And Ammunition - TrashLight Vision (Voz, guitarra)
- 2008: Sex, Murder, Art, Baby! EP - Acey Slade (Voz, guitarra, bajo)
- 2009: Black Season - His Mighty Robot (sin lanzamiento)
- 2009: It Starts Here EP - Billy Liar (Producción, coros, guitarra)
- 2009: She Brings Down The Moon EP - Acey Slade (Voz, guitarra, bajo)
- 2009: Use It EP - Black Sugar Transmission (Voz en "I Dare You")
- 2010: The Dark Party - Acey Slade & the Dark Party (Voz, guitarra, bajo)
- 2010: The After Party EP - Acey Slade & the Dark Party (Voz, guitarra, bajo)
- 2010: Spin The Bottle EP - Acey Slade & the Dark Party (Voz, guitarra)
- 2011: Inside The Reptile House: Live From NYC - Acey Slade & the Dark Party (Voz, guitarra)
- 2012: Recognise - JD & the FDCs (Voz en "The Secret")
- 2012: Suicide Lullaby/Burn This City Down - Acey Slade & the Dark Party (Voz, guitarra) - Split 7" with JD & the FDCs
- 2013: Unvarnished - Joan Jett & the Blackhearts (bajo)
- 2015: Valentines For Sick Minds - Acey Slade (Voz, bajo, guitarra)
- 2016: Blood Money Part 1 - Dope (bajo, voces)
- 2016: Live From Moscow, Russia - Dope (bajo, voces)